# Maldane cincta
Maldane cincta är en ringmaskart som beskrevs av Saint-Joseph 1894. Maldane cincta ingår i släktet Maldane och familjen Maldanidae. Inga underarter finns listade i Catalogue of Life.